# Xenicus
Xenicus – rodzaj ptaków z rodziny barglików (Acanthisittidae).

## Zasięg występowania
Rodzaj obejmuje gatunki występujące w Nowej Zelandii.

## Morfologia
Długość ciała 9–10 cm; masa ciała 16–20 g.

## Systematyka

### Etymologia
- Xenicus: gr. ξενικος xenikos „inny, obcy”, od ξενος xenos „nieznajomy”. Bardzo rzadki, być może obecnie wymarły łazik zaroślowy pierwotnie uważany był za dziwaczną gajówkę[6].
- Xenicornis: rodzaj Xenicus G.R. Gray, 1855 (łazik); gr. ορνις ornis, ορνιθος ornithos „ptak”[7]. Gatunek typowy: Xenicus gilviventris von Pelzeln, 1867.
- Pachyplichas: gr. παχυς pakhus „tłusty, gruby”; πλιχας plikhas, πλιχαδος plikhados „udo”[8]. Gatunek typowy: †Pachyplichas yaldwyni Millener, 1988.

### Podział systematyczny
Z analizy filogenetycznej przeprowadzonej przez Mitchella i współpracowników (2016) wynika, że gatunki te nie tworzą kladu, do którego nie należałby także wymarły gatunek opisany jako Pachyplichas yaldwyni. Na tej podstawie autorzy synonimizują rodzaje Xenicus i Pachyplichas, przenosząc jednocześnie gatunek P. yaldwyni do rodzaju Xenicus. W takim ujęciu do rodzaju należą następujące gatunki:
- Xenicus longipes (J.F. Gmelin, 1789) – łazik zaroślowy – takson wymarły
- Xenicus gilviventris von Pelzeln, 1867 – łazik skalny
- Xenicus yaldwyni (Millener, 1988) – takson wymarły